# Buginesische Sprache
Die buginesische Sprache (buginesisch: ᨅᨔ ᨕᨘᨁᨗ, Basa Ugi) ist eine Sprache, die von knapp 4 Millionen Menschen (Bugis) hauptsächlich im Süden der indonesischen Insel Sulawesi gesprochen wird. Sie wurde früher in Lontara geschrieben, heutzutage ist aber hauptsächlich die lateinische Schrift gebräuchlich.
Buginesisch ist eine Ergativsprache der austronesischen Familie, eine der 1123 malayo-polynesischen Sprachen. Sie ist eng verwandt mit den Sprachen des westlichen Malaiischen Archipels wie Javanisch, Sundanesisch und Maduresisch.
Für etwa 3,5 Millionen Menschen ist Buginesisch die Muttersprache. Die meisten von ihnen, etwa 3 Millionen, leben im Süden von Sulawesi. Es finden sich aber auch einige Gruppen auf Java, Sumatra, Kalimantan, Maluku und dem malaysischen Bundesstaat Sabah. Zusätzlich gibt es noch etwa eine halbe Million Menschen, die Buginesisch als Fremdsprache beherrschen.

## Sprachbeispiel
Allgemeine Erklärung der Menschenrechte, Artikel 1:

“Sininna rupa tau ri jajiangngi rilinoe nappunnai manengngi riasengnge alebbireng. Nappunai riasengnge akkaleng, nappunai riasengnge ati marennni na sibole bolena pada sipakatau pada massalasureng.”

„Alle Menschen sind frei und gleich an Würde und Rechten geboren. Sie sind mit Vernunft und Gewissen begabt und sollen einander im Geist der Brüderlichkeit begegnen.“